# Jean Gaston Marie Blache
Pour les articles homonymes, voir Blache.
Jean Gaston Marie Blache,  appelé Gaston Blache ou Jean Blache, né le 15 janvier 1799 à Senlis et mort le 18 septembre 1871 à Courbevoie est un pédiatre français, président de l'Académie nationale de médecine (1869)

## Biographie
Jean Gaston Marie Blache est le fils de Barthélemy Blache, chirurgien aux armées, et de Blanche de Salvert de Montrognon,.
Il part à Paris en 1816 et commence ses études de médecine, externe en 1818, chez Fouquier.  Il est interne en 1819, chez Boyer; en 1821, chez Guersant, à l'hôpital des enfants malades; en 1822 chez Dupuytren, à l'hôtel-Dieu et de 1823 à 1824 chez Chomel à la Charité. Il est docteur en médecine en 1824. Sa thèse  est intitulée : Recherches sur une production particulière de la membrane muqueuse qui se manifeste dans les derniers temps des maladies chroniques. 
Jean Gaston Marie Blache Blache se marie le 6 décembre 1825, avec Soulange Guersant , fille de Louis Benoît Guersant, et eurent deux enfants.
Il est nommé médecin des hôpitaux, en 1831, médecin du bureau central en 1931. 
Jean Gaston Marie Blache est nommé médecin de l'hôpital des cholériques, aux Bons-Hommes, en 1832; à l'hospice des Incurables-Hommes en 1836, puis à l'hôpital Cochin, en 1838, à l'hôpital des Enfants malades en 1845 jusqu'en 1870.
Germain Sée, Jean Gaston Marie Blache, Eugène Moynier développent, avec le gymnaste Napoléon Laisné, une méthode issue de la gymnastique suédoise, appliquée à la guérison des enfants choréiques, et appelée « kinésithérapie » dès 1847.
Jean Gaston Marie Blache est le médecin des enfants de Louis-Philippe Ier, est devient un pédiatre mondain très couru. Il a également soigné Fréderic Chopin vers la fin de sa vie,. Blache est orléaniste par les traditions de sa famille et par la nature de ses idées. Il ressent une profonde douleur de la révolution de 1848.
Pendant la commune de Paris, Blache demande, par l'intermédiaire de son neveu Lissagaray, l'autorisation d'aller rendre visite à l'abbé Deguery, détenu comme otage. Devenu suspect,  Lissagaray l'aide à se réfugier à Senlis, où les Blache possédaient une maison.
Le docteur Blache est mort à l’âge de 72 ans, le 18 septembre 1871, dans sa maison de campagne de Courbevoie.

## Œuvres et publications
- Mémoires sur la coqueluche, ses indications thérapeutiques, sa gravité chez les jeunes enfants,  en 1832
- « Du traitement de la chorée par la gymnastique », Mémoire de l’Académie Impériale de médecine, Paris, Baillière, tome 19, 1855.

## Distinctions et reconnaissance

### Décorations françaises
- Commandeur de la Légion d'honneur[9]

### Taxonomie
Henri Ernest Baillon donne son nom au genre de plante Blachia (en) de la famille des euphorbiaceae en 1858 par reconnaissance pour les marques d'affection et de gentillesse qu'il avait reçues de lui.

## Prix
- Prix de la Société de médecine de Lyon, pour un Mémoire sur la coqueluche, en 1832.

## Sociétés savantes
- Académie de Médecine en 1855, président en 1869.
- Société médicale des hôpitaux de Paris[11].